# Mormoiron
Mormoiron é uma comuna francesa na região administrativa da Provença-Alpes-Costa Azul, no departamento de Vaucluse. Estende-se por uma área de 25,03 km². Em 2010 a comuna tinha 1 913 habitantes (densidade: 76,4 hab./km²).